# Cornemont
Cornemont est un hameau de la commune belge de Sprimont situé en Région wallonne dans la province de Liège.
Ce hameau faisait partie de l'ancienne commune de Louveigné.

## Étymologie
Cornemont signifierait Mont de Cornet, Mont de Corneille ou encore Mont Pointu.

## Situation et description
Ce hameau se trouve sur une colline (altitude 310 m) entre les villages de Sprimont et Louveigné et à proximité de la sortie 45 de l'autoroute E25. 
À l'ouest, le noyau ancien compte quelques fermes et fermettes dont la ferme de Crapeau-Ry datant de 1670. 
Au centre, le long de la route allant à Hotchamps, on trouve un mélange d'habitations de type pavillonnaire de construction plus récente et de maisons plus anciennes. Sur une placette, se trouve une petite chapelle construite en moellons de grès et à la toiture moussue. 
Au nord-est, une importante zone d'activités économiques comprenant de nombreuses entreprises a été implantée. Elle jouxte le parc d'activités économiques de Damré.
À l'est, à l'orée du petit bois de Cornemont, se trouve la ferme de la Haute-Folie, ancienne construction de grès et de pierre calcaire située au sommet d'une colline dominant le Vallon des Chantoirs.